# Sandøy
Sandøy es un municipio insular en la provincia de Møre og Romsdal, al oeste de Noruega. Es parte del distrito tradicional de Romsdal.
Su centro administrativo es el pueblo de Steinshamn. Otros pueblos incluyen Ona y Myklebost. El municipio se extiende a lo largo de muchas islas en la desembocadura del Romsdalsfjorden.
El faro Flatflesa y el faro Ona protegen los barcos que viajan por todo el municipio.

## Información general
El municipio de Sandø i Romsdal se estableció el 1 de enero de 1867, cuando se separó del municipio de Akerø. La población inicial era de 601 habitantes. La ortografía del nombre fue cambiada posteriormente a Sandøy. 
El 1 de enero de 1965, la zona de Myklebost en la isla Harøya y algunas islas más pequeñas hacia el oeste (población: 287) fueron transferidos de Haram al municipio de Sandøy.

### Nombre
El municipio (originalmente una parroquia) se nombra después del asentamiento de una granja en la pequeña isla, Sandoya (nórdico antiguo: Sandøy), ya que la primera iglesia (Iglesia Sandøy) fue construida allí. 
El primer elemento de la palabra es Sandr que significa "arena" y el último elemento es øy que significa "isla", siendo por lo tanto una traducción en español aceptada “isla de arena”. 
El nombre se escribía históricamente como Sandø o Sandøen.

### Escudo de armas
El escudo de armas data de tiempos modernos. Se les concedió el 12 de diciembre de 1986, y está muy relacionado con el carácter marítimo del municipio. 
Los rayos blancos sobre un fondo azul simbolizan los haces de luz del faro de Ona, ya que los faros juegan un papel importante en la seguridad naval del municipio, que se compone de 871 islas e islotes.

## Geografía
Sandøy es un municipio completamente insular de alrededor de 20.35 km². Se compone de un archipiélago de 871 islas e islotes, pero solo cinco están habitadas con regularidad. Las principales islas habitadas son Harøya, Sandoya, Finnøya, Ona y Orta. Ona es la más famosa de ellas y es un destino turístico muy popular debido a su historia y al faro de Ona. Hay un servicio de ferry de personas, mercaderías y vehículos que comunica con cierta frecuencia las islas mayores con el resto de Noruega. 
Por su ubicación geográfica, es un punto estratégico y muy transitado por las embarcaciones que recorren la costa del país en el Mar de Noruega. Sin embargo, por esta condición se encuentra sumamente expuesto a las difíciles condiciones climáticas y fuertes corrientes que imperan en dicha zona.